# Géologie de la Floride
Cet article présente diverses informations sur la géologie de la Floride, un État du sud-est des États-Unis.

## Histoire géologique
Il y a environ 530 millions d'années, pendant l'Ordovicien, la Floride était liée à l'Afrique du Nord-Ouest actuelle. Elle s'est constituée par l'activité volcanique et par des dépôts marins,.

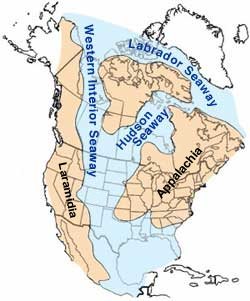
L'Amérique du Nord pendant le Crétacé

Le plateau de Floride s'est séparé de l'Afrique quand la Pangée s'est disloquée il y a environ 210 millions d'années,, puis s’est agrégé à la plaque nord-américaine. L’ouverture de l’océan Atlantique entraîna la Floride avec l’Amérique du Nord vers le nord-ouest,. Ensuite, la Floride a subi des phases successives d'érosion et de dépôt de sédiments, entre le milieu du Jurassique et le milieu de l'Oligocène.
Durant le Paléogène (65/23 millions d'années BP), la Floride se couvre de dépôts d'origine organique dans la mer de Thétys (foraminifera, bryozoa, mollusques et coraux). À la fin de cette période (Oligocène (34/23 millions d'années BP), l'élévation et l'érosion des Appalaches provoque de nouveaux dépôts sédimentaires. Le Néogène donne lieu à une nouvelle couverture de sables quartzeux, d'argiles et de limons qui produisent des couches de calcaire, de dolomite et de coquillages, surtout au nord et à l'est de la Floride, mais aussi jusqu'au sud au Pliocène.
Entre 16 et 4,5 millions d'années, la Floride est plus petite à cause de la hausse du niveau des océans. Elle est couverte de forêts et de plaines herbeuses. La faune se compose alors de tortues et de crocodiles géants, de mastodontes et de rhinocéros sans cornes. Les rivages maritimes abritaient une grande variété de dauphins, de poissons, de requins (dont le mégalodon) et de lamantins. Vers 2,3 millions d'années BP s'est formé l'isthme de Panama entre les deux Amériques ce qui permit des migrations d'animaux.
Pendant le dernier épisode glaciaire, la glaciation du Wisconsin (85 000 - 7 000 av. J.-C., à cause de la régression marine, le niveau moyen des mers et des océans étant plus bas qu'aujourd’hui, la Floride mesurait trois fois sa taille actuelle. Le climat était alors plus aride et la région était couverte par une savane peuplée d'une mégafaune aujourd'hui disparue (tatous géants, tigres à dents de sabre). Le changement climatique après la fin de l'ère glaciaire, l'arrivée des Paléoindiens vers 12000/10000 av. J.-C. et la réduction de la superficie provoqua une extinction massive après le dernier âge glaciaire. Le marais des Everglades s'est formé vers 6000/4000 av. J.-C..

## Plate-forme de Floride

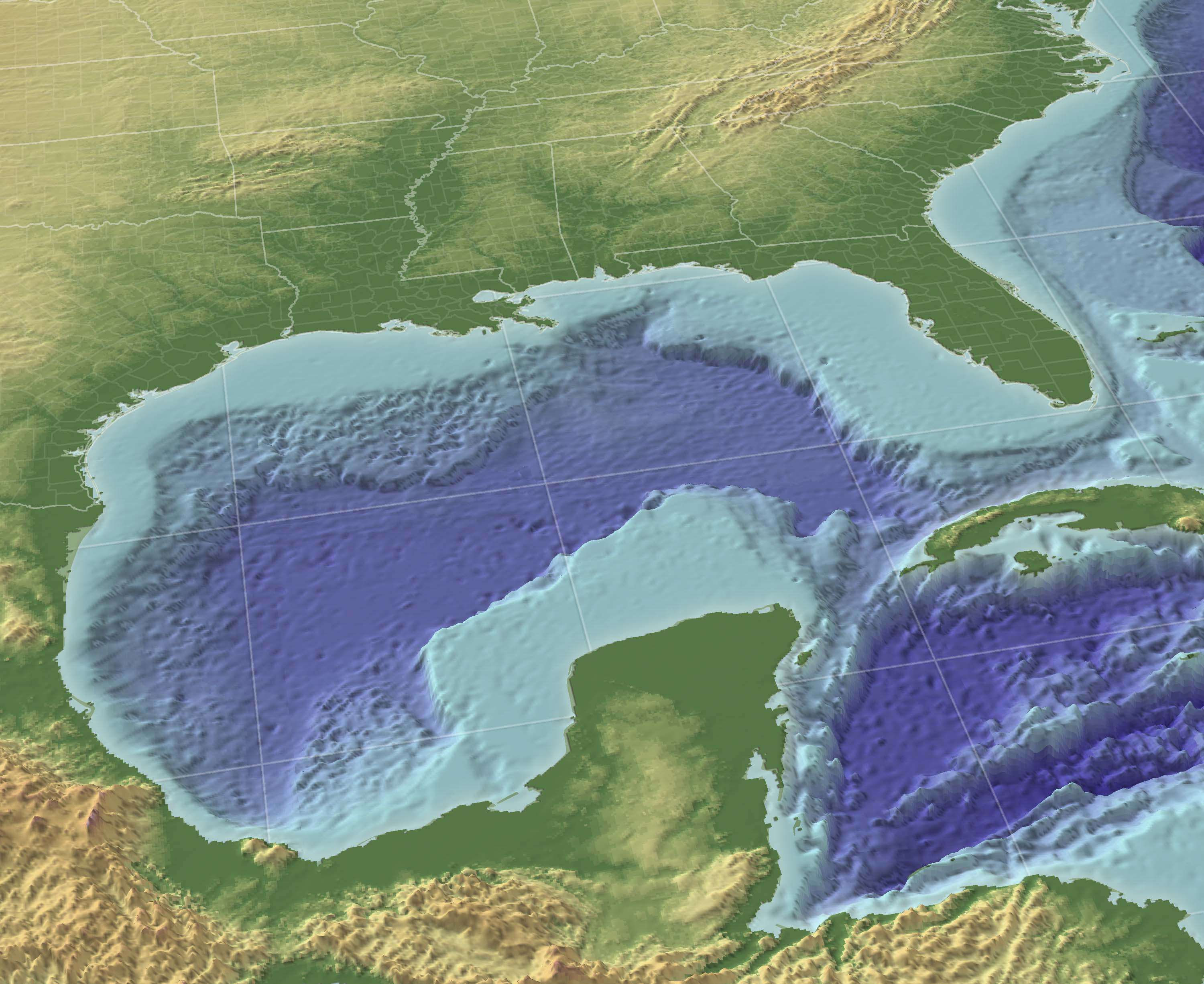
Carte du relief du golfe du Mexique. La plate-forme de Floride apparaît en haut à droite.

La Floride appartient à la plaque nord-américaine. Étant donné que la Floride se trouve éloignée des bords des plaques tectoniques, elle n'est pas affectée par le risque sismique. Les tremblements de terre sont rares et de faibles intensités.
Par ses terrains sédimentaires, la Floride ressemble à d'autres régions des Caraïbes et d'Amérique centrale. Elle constitue la partie émergée d'un grand plateau sédimentaire appelé « plate-forme de Floride » ; seul le nord-ouest (Panhandle) appartient à la plaine côtière du golfe du Mexique (Gulf Coastal Plain). 
Cette plate-forme se poursuit sous les eaux du golfe du Mexique jusqu'à l'escarpement de Floride, derrière lequel le fond marin tombe brusquement à 1800 mètres de profondeur. Au sud, le talus de la plate-forme correspond aux Keys et limite le détroit de Floride. À l'est, dans l'océan Atlantique, elle est bordée par l'escarpement de Floride-Bahamas.
La plate-forme de Floride mesure 900 km de long sur 1 000 km de large, dont une large partie se trouve sous les eaux du golfe du Mexique : il s'agit de terrains du Jurassique, du Crétacé et du Tertiaire mesurant entre 2,5 et 12 km d'épaisseur, et reposant sur un socle plus ancien de roches ignées (Précambrien et Cambrien), de roches sédimentaires de l'Ordovicien-Dévonien et de roches volcaniques du Trias-Jurassique ; au Jurassique, la plate-forme de Floride faisait partie d'une immense plateforme de carbonate (6 000 km entre le golfe du Mexique et les Grand Bancs) constituée par des dépôts calcaires très épais. Au cours de son histoire géologique, vieille de plusieurs dizaines de millions d’années, la plate-forme de Floride a été successivement submergée et libérée au gré des cycles de transgression-régression marines.

## Principaux domaines géologiques

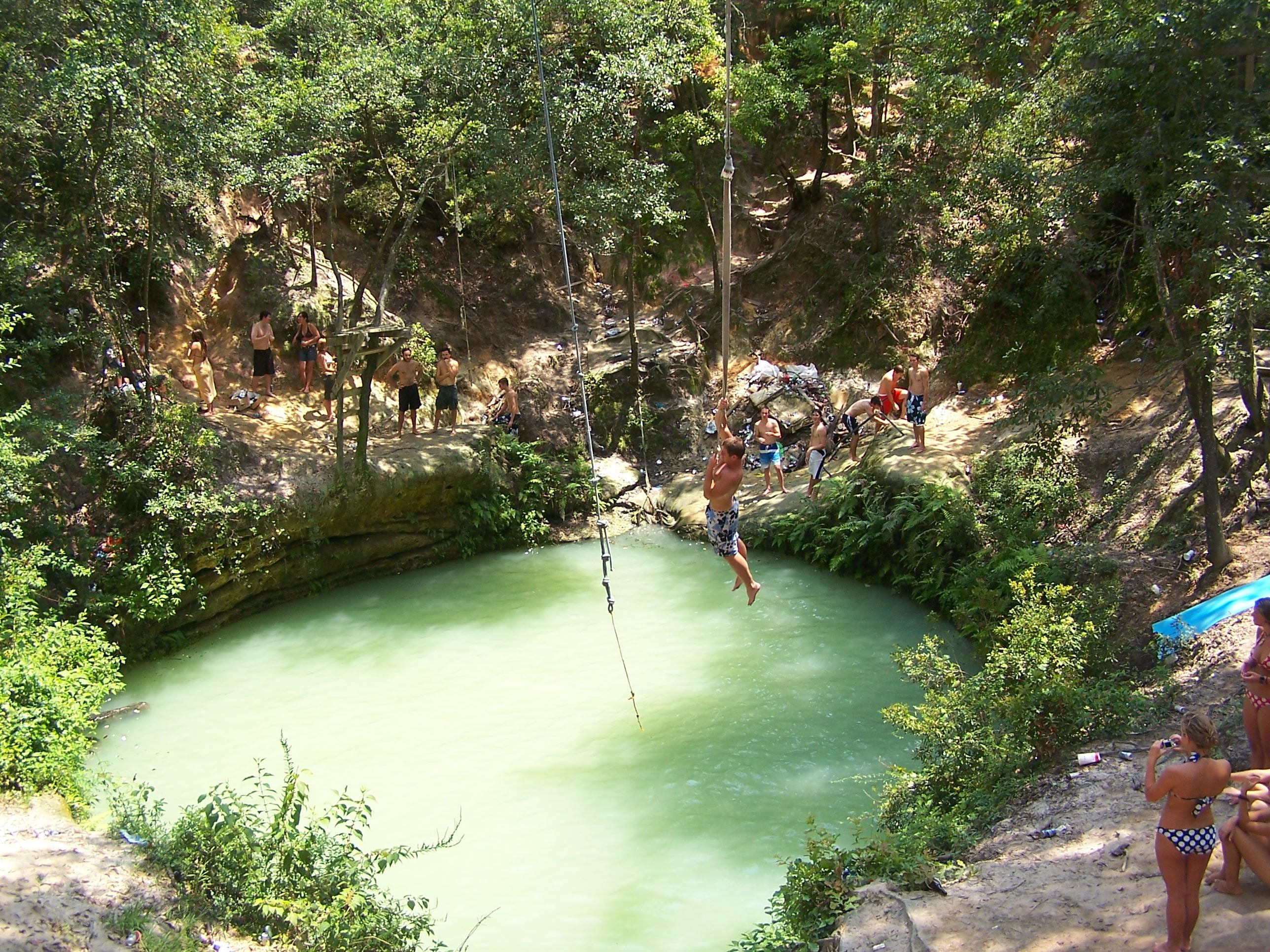
Un exemple de doline : Devil's Hole

- Le nord de l'État est constitué de couches sédimentaires formées à partir du matériel rocheux issu de l'érosion des Appalaches, la chaîne de montagne située plus au nord[9].
- Le système de « dorsale » (ridge en anglais) du centre de la Floride correspond à d'anciennes dunes[2] et dépôts sédimentaires autrefois modelés par l'érosion et le vent[10]
- Les calcaires sont les roches les plus fréquentes sous le sol floridien. Ils se sont formés à partir des dépôts de sédiments dans des mers épicontinentales pendant les périodes interglaciaires, du milieu du Jurassique au milieu de l'Oligocène[4]. Ils s'organisent en terrasses et en modelés karstiques : dolines, poljés, pertes,  résurgences, grottes et cavernes.
- Enfin, les Keys sont des récifs coralliens[11].

## Roches et minerais
- En 2005, la Floride était le quatrième État des États-Unis pour la production de minerais[12]. Les principales productions sont les phosphates à la base des engrais (54 millions de dollars en 2005), le sable et les graviers (64 millions de dollars), l'ilménite et la  rutile[12].

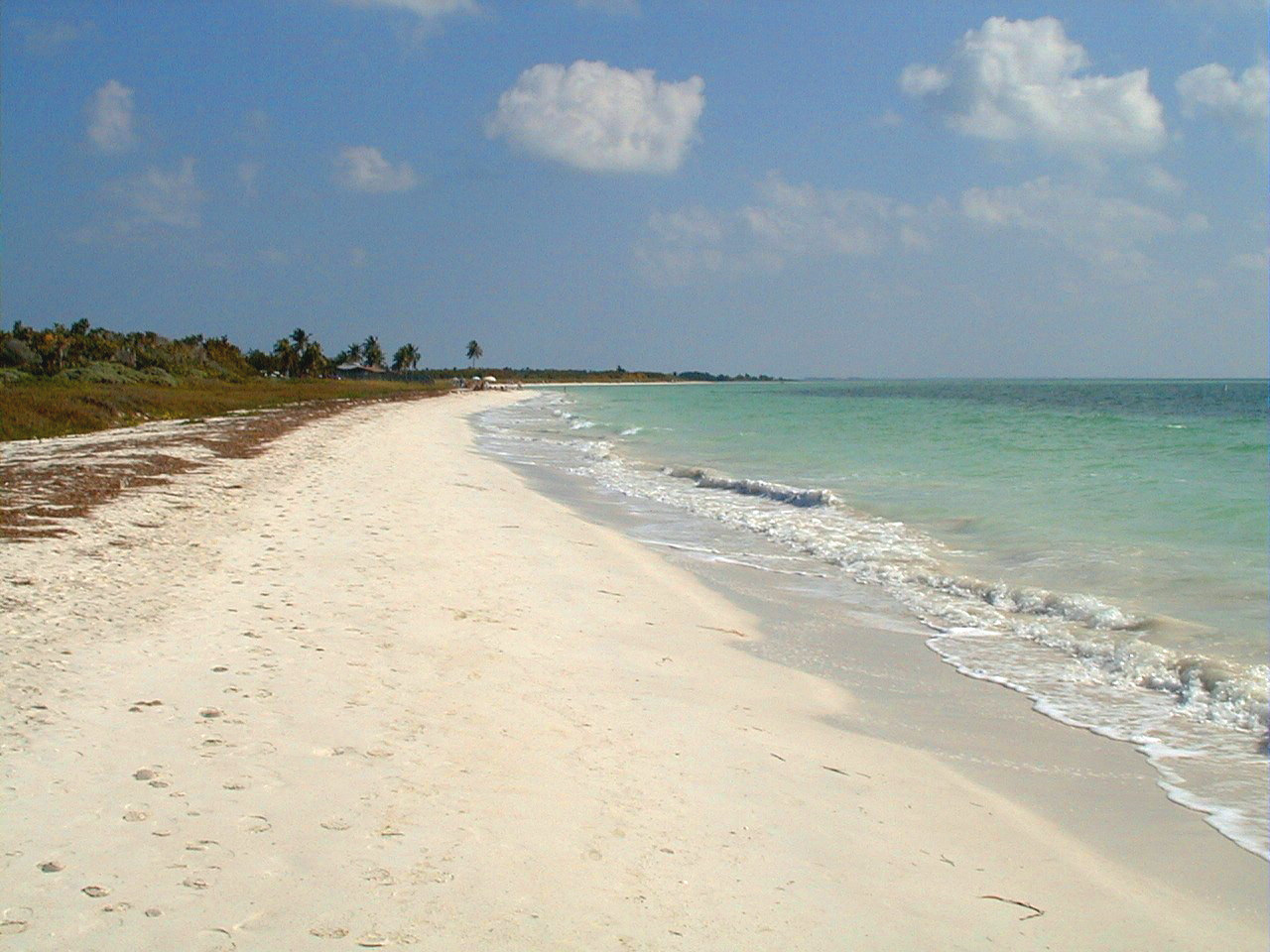
Plage de Bahia Honda dans les Keys

- Sable des plages floridiennes : les sédiments arrachés aux Appalaches sont transportés par les cours d'eau et se déposent sur les côtes[2]. Il s'agit d'un sable blanc où domine le quartz. Dans les Keys, le sable a une origine carbonatée (microorganismes)[13]. C'est sur les côtes du golfe du Mexique que l'on trouve le sable le plus fin[13]. Les dunes les plus hautes se trouvent sur les plages du Panhandle, les plus petites dans les Keys[14].

- La Floride est le premier producteur de phosphates du pays : ils se sont formés il y a plusieurs millions d'années dans les mers peu profondes qui recouvraient la Floride, sans doute à partir des squelettes et des restes des animaux qui vivaient dans ces mers[15]. Le docteur C. A. Simmons découvrit du phosphate dans sa carrière de Hawthorne (comté d'Alachua) en 1880 et en commença l'exploitation en 1883[16]. En 1881, le capitaine J. Francis LeBaron, du Corps du génie de l'armée des États-Unis, découvrit du phosphate dans la Peace River[15]. Mais le réel décollage de l'industrie du phosphate en Floride débuta en 1889 par la découverte d'Albertus Vogt dans le comté de Marion[16]. En 1888 fut fondée l'Arcadia Phosphate Company pour la Bone Valley. Vers 1894, on comptait déjà quelque 215 compagnies dans l'État[16]. Ces compagnies ont construit de nombreux villages (Tiger Bay, Brewster, Nichols, Pierce) destinés à héberger les employés, dans le nord et le centre de la Floride. Aujourd’hui, trois entreprises se partagent l'exploitation du phosphate floridien : Mosaic, PCS Phosphate – White Springs, et CF Industries, Inc. [16] La Bone Valley dans le comté de Polk est actuellement la principale réserve de phosphates en Floride[15] ; cependant, les compagnies minières cherchent à en extraire dans les comtés de Hillsborough, Hardee, Manatee, DeSoto et Hamilton[17]. Aujourd'hui, entre 75 et 80 % du phosphate utilisé aux États-Unis[12] et 25 % du monde provient de Floride[15] : il est exporté par le port de Tampa. L'industrie du phosphate rapporte 85,9 millions de dollars à l'État de Floride et emploie 6 000 personnes (2003)[18].

- La Floride possède également d'importants gisements de kaolin[19].

- La Floride est réputée pour l'abondance et la variété des fossiles de vertébrés datant des périodes Éocène, Pléistocène, Oligocène, Miocène et Pliocène[6],[1].

- La Floride est également connue pour ses carrières de coquina, un calcaire non totalement formé et intégrant encore de nombreux débris de coquillages. Cette matière calcaire tendre est présente dans de nombreux édifices de la Floride